# Asterostomopora jamaicensis
Asterostomopora jamaicensis är en svampart som beskrevs av Bat. & H. Maia 1960. Asterostomopora jamaicensis ingår i släktet Asterostomopora, divisionen sporsäcksvampar och riket svampar.   Inga underarter finns listade i Catalogue of Life.